# El Puro se sienta, espera y dispara
El Puro se sienta, espera y dispara (o también conocida simplemente como "El Puro") es un spaghetti western hispano-italiano del año 1969, dirigido por el director italiano Edoardo Mulargia, con el cineasta español Ignacio F. Iquino como guionista.

## Argumento
Joe Bishop "El Puro" (Robert Woods (actor)) es un mito, una leyenda... aunque hoy en día es un alcohólico al que incluso le tiemblan las manos. Pero a la espalda carga con su historia, la de un pistolero que fue el mejor y por cuya cabeza pagan 10 000 dólares.
"El Puro" ya no quiere seguir matando, pero es demasiado tarde para eso. Siempre habrá alguien que querrá apretar el gatillo y acabar con él, y en esta ocasión serán Gipsy (Ashborn Hamilton Jr.) y sus cuatro hombres quienes le buscarán para terminar con su vida. "El Puro" en principio se muestra reacio a enfrentarse a Gipsy y su esbirros... hasta que éstos matan a Rosie (Rosalba Neri).
Será entonces cuando "El Puro" se sentará, esperará y disparará...

## Reparto
- Robert Woods: Joe Bishop "El Puro"
- Ashborn Hamilton Jr.: Gipsy
- Aldo Berti: Cassidy
- Mario Brega: Tim
- Rosalba Neri: Rosie
- Fabrizio Gianni: Fernando
- Maurizio Bonuglia: Dolph
- Angelo Dessy: Charlie
- Giusva Fioravanti: Antonio
- Lisa Seagram :
- César Ojinaga : 2º sheriff

## Curiosidades
- Esta película se nota que está hecha con un presupuesto bajo, pero aun así se logra una obra maestra en la cual diversos aspectos se llevan a niveles nunca vistos antes en otros spaghetti western, además de crear un ambiente pesimista como pocos durante toda la película, a la vez que se eleva al protagonista a la categoría de mito o leyenda.
- La música para esta película corre a cargo de Alessandro Alessandroni, el encargado de los famosos silbidos de la "Trilogía del dólar" de Sergio Leone.
- Una escena que muestra un beso apasionado en la boca entre dos personajes masculinos fue eliminada de la copia española de la película pero mantenida en la italiana.